# Element mòbil genètic

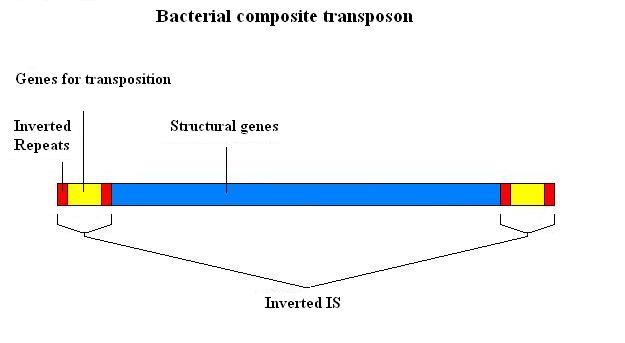
Esquema d'un transposó d'ADN

Els elements mòbils genètics (MGE) són seqüències d'ADN amb capacitat per desplaçar-se al llarg d'un genoma.
Es conten entre aquest tipus de seqüències els transposons (tant els retrotransposons com els transposons d'ADN), les seqüències d'inserció i els introns del grup II. Hi ha plasmidis que es podrien considerar d'aquest grup de seqüències per la seva freqüent capacitat d'inserir-se en genomes. Fins i tot alguns fags com el mu, amb capacitat d'escindir-se i inserir-se en diferents parts del genoma, podrien entrar en aquesta definició.